# Linia kolejowa nr 119
Linia kolejowa nr 119 – obecnie nieczynna, drugorzędna, jednotorowa, niezelektryfikowana linia kolejowa łącząca stację Żurawica z punktem przeładunkowym Małkowice.
Linia umożliwiała przewóz towarów pociągami normalnotorowymi w stronę Muniny z punktu przeładunkowego w Małkowicach.